# Callithomia balboana
Callithomia balboana är en fjärilsart som beskrevs av Bates 1863. Callithomia balboana ingår i släktet Callithomia och familjen praktfjärilar. Inga underarter finns listade i Catalogue of Life.